# La chica del gorro azul
«La chica del gorro azul» es una canción de La Oreja de Van Gogh y último sencillo del disco El viaje de Copperpot.

## Acerca de la canción
Según afirmó el grupo en su momento, La chica del gorro azul sería la continuación directa de la historia descrita en Cuídate, inclusive durante el Guapa Tour se tocó como intro de la canción antes mencionada. Esto se debe a que en la última estrofa de Cuídate dice -y vamos a bailar tú y yo- y el coro de La chica del gorro azul es -Tú sigues siendo el recuerdo aquel que una vez bailó conmigo un rato y se fue- es decir, que hace referencia a la misma persona.
Tuvo poca repercusión por la escasa promoción que se le dio. En esta canción es donde se puede notar el Power Pop que el grupo experimentó en el álbum. La canción tiene una maqueta con ritmos diferentes, aunque esta solo se encuentre en un fragmento de un menú del DVD de El viaje de Copperpot. Al principio de la canción se encuentra el sonido del Synth de piano que da melodía al resto de la canción. El CD sencillo no alcanzó altas ventas. En algunos momentos parecía ser que el sencillo era Tic Tac y no esta canción, ya que esta se tocó más en las radios que el propio sencillo. 
Al igual que en varias de sus canciones, en esta hacen referencia a su ciudad San Sebastián en la frase te llevaba en bicicleta por el Monte Urgull. Otra referencia icónica a las bicicletas, elemento presente en el disco (Portada y disco, video del sencillo Mariposa). Este monte está ubicado enfrente de la Playa de La Concha en San Sebastián.
Solo se tocó durante la gira de El viaje de Copperpot. Durante el Guapa Tour, un verso de esta fue utilizado para introducción a Cuídate.
La letra es algo confusa y usa metáforas frágiles y suaves, algunas casi infantiles para hablar de un amor de juventud que fue como un juego que se terminó y quedó con gusto a poco de parte de quien canta.

## CD sencillo
No se editó comercialmente, solo se editó una versión promocional, la cual solo contenía la canción que da nombre al sencillo. No tuvo vídeo, pues se encontraban en la grabación de su tercer LP Lo que te conté mientras te hacías la dormida.